# 劉馥 (民國)
劉馥（?—?）字奇甫，湖南宝庆人，中华民国政治人物。

## 生平
劉馥毕业于日本法政大學。归国后，历任法制院编制官、农林部参事、农商部参事、政治会议议员、内务部参事、代理内务部次长。